# Trypanosoma brucei
Trypanosoma brucei é uma espécie de protozoário flagelado da família Trypanosomatidae. A espécie é o agente etiológico da doença do sono, nos humanos, e da nagana, em animais.